# Mathematics Genealogy Project
The Mathematics Genealogy Project (MGP) je web obsahující genealogické informace matematiků. Typický záznam konkrétního matematika obsahuje jeho jméno, rok získání doktorského titulu, název doktorské práce (včetně oboru vyjádřeného Mathematics Subject Classifaction), alma mater, školitele a jeho vlastní doktorské studenty. Spolehlivost záznamů je daná tím, že je matematici zadávají sami a neprobíhá kontrola zadaných údajů.